# 烏蘭布通之戰
烏蘭布通之戰是指1690年清朝與準噶爾汗國之間的戰爭。此役遏止了準噶爾汗國的进攻，为之后清朝歼灭準噶爾汗國奠定基础。

## 背景
1678年，噶爾丹正式建立準噶爾汗國。1687年，噶爾丹率軍攻喀爾喀蒙古，清朝康熙帝隨即要求達賴喇嘛介入調停，但噶爾丹拒絕。當時清朝正被沙俄襲擊，因此對噶爾丹無可奈何。1689年，沙俄與清朝簽定《尼布楚條約》，沙俄終止對噶爾丹的援助。
乌兰布通位于今内蒙古克什克腾旗之西。该地北面靠山，南有西拉木伦河上游的支流高凉河。

## 过程
康熙二十七年（1688年），噶爾丹出兵進攻喀爾喀蒙古，在击败喀尔喀首领土谢图汗后，借口追击土谢图汗部余众，进军内蒙古乌珠穆沁。康熙帝为确保京师安全和边疆安定，于康熙二十九年（1690年）四月，命理藩院侍郎文達、尚書阿喇尼、都統額赫納及兵部尚書紀爾塔等出兵今内蒙古乌兰浩特地区驻防。7月底（农历六月）阿喇尼等战败。
同年8月（农历七月），康熙帝命裕亲王福全、恭亲王常寧分兵左右两路出古北口、喜峰口，并自8月19日（农历七月二十四日）亲自进驻博洛河屯（今河北省隆化县）节制全军，但不久康熙帝得疟疾回宫。噶爾丹則在8月24日（农历七月二十九日）率2万军队到達烏蘭布通佈陣。
8月26日（农历八月一日），两军在乌兰布通交战。噶尔丹将万余骆驼缚蹄卧地，背负木箱，蒙以湿毡，环列为营，名为“驼城”。士兵依托箱垛，发射弓矢。清国舅、都统佟国纲率左翼兵，绕过湖泊，沿河冲锋，身先士卒，冲击驼城，被准噶尔军以俄国滑膛枪击中阵亡。其弟佟国维由山腰冲入，炮击驼城，驼惊，準军大败。噶尔丹兵奔往山顶大营，当夜逃遁，同时派人议和。福全中计，令各路领兵大臣“暂止追击”。噶尔丹仅率数千人得以逃回科布多。
据传教士张诚的记载，双方当日以大炮火枪互轰开始，激战竟日，以双方士卒肉搏为止。